# Crozet (Virginia)
Crozet is een plaats (census-designated place) in de Amerikaanse staat Virginia, en valt bestuurlijk gezien onder Albemarle County.

## Demografie
Bij de volkstelling in 2000 werd het aantal inwoners vastgesteld op 2820.

## Geografie
Volgens het United States Census Bureau beslaat de plaats een oppervlakte van
9,7 km², geheel bestaande uit land. Crozet ligt op ongeveer 207 m boven zeeniveau.

## Plaatsen in de nabije omgeving
De onderstaande figuur toont nabijgelegen plaatsen in een straal van 24 km rond Crozet.